# Yovanna (zangeres)
Ioanna Fassou Kalpaxi (Grieks: Ιωάννα Φάσσου Καλπαξή) (Amaliada, 14 november 1940), beter bekend als Yovanna (Grieks: Γιοβάννα, Giovanna), is een Griekse zangeres en schrijfster.

## Biografie
Op veertienjarige leeftijd startte Yovanna haar studies aan het conservatorium van Athene, met een focus op opera. Na haar studies zou ze zich echter gaan toeleggen op popmuziek. In 1962 vertegenwoordigde ze Griekenland op de tweede editie van het Sopotfestival, een muziekfestival in Polen. Met het nummer Ti krima won ze de wedstrijd, hetgeen haar doorbraak zou betekenen in de toenmalige Sovjet-Unie. Vooral in Georgië groeide ze al snel uit tot een levende legende.
Enkele jaren later nam ze deel aan de Zwitserse preselectie voor het Eurovisiesongfestival 1965. Met het nummer Non, à jamais sans toi won ze de finale. Vervolgens bezorgde ze Zwitserland een achtste plek op het festival. Daarna bleef ze vooral actief in Zwitserland en West-Duitsland. Midden jaren tachtig besloot ze zich toe te leggen op het schrijven van romans en dichtbundels.
Na de eeuwwisseling zou ze terug beginnen op te treden, onder andere in Georgië. In hoofdstad Tbilisi werd ze in 2011 uitgeroepen tot ereburger.
1956: Lys Assia + Lys Assia · 
1957: Lys Assia · 
1958: Lys Assia · 
1959: Christa Williams · 
1960: Anita Traversi · 
1961: Franca di Rienzo · 
1962: Jean Philippe · 
1963: Esther Ofarim · 
1964: Anita Traversi · 
1965: Yovanna · 
1966: Madeleine Pascal · 
1967: Géraldine · 
1968: Gianni Mascolo · 
1969: Paola · 
1970: Henri Dès · 
1971: Peter, Sue & Marc · 
1972: Véronique Müller · 
1973: Patrick Juvet · 
1974: Piera Martell · 
1975: Simone Drexel · 
1976: Peter, Sue & Marc · 
1977: Pepe Lienhard Band · 
1978: Carole Vinci · 
1979: Peter, Sue & Marc & Pfuri, Gorps & Kniri · 
1980: Paola · 
1981: Peter, Sue & Marc · 
1982: Arlette Zola · 
1983: Mariella Farré · 
1984: Rainy Day · 
1985: Mariella Farré & Pino Gasparini · 
1986: Daniela Simmons · 
1987: Carol Rich · 
1988: Céline Dion · 
1989: Furbaz · 
1990: Egon Egemann · 
1991: Sandra Simó · 
1992: Daisy Auvray · 
1993: Annie Cotton · 
1994: Duilio · 
1996: Kathy Leander · 
1997: Barbara Berta · 
1998: Gunvor · 
2000: Jane Bogaert · 
2002: Francine Jordi · 
2004: Piero Esteriore & The MusicStars · 
2005: Vanilla Ninja · 
2006: Six4one · 
2007: DJ BoBo · 
2008: Paolo Meneguzzi · 
2009: Lovebugs · 
2010: Michael von der Heide · 
2011: Anna Rossinelli · 
2012: Sinplus · 
2013: Takasa · 
2014: Sebalter · 
2015: Mélanie René · 
2016: Rykka · 
2017: Timebelle · 
2018: ZiBBZ · 
2019: Luca Hänni · 
2021: Gjon's Tears · 
2022: Marius Bear · 
2023: Remo Forrer · 
2024: Nemo · 
2025: Zoë Më
- Gemeinsame Normdatei: 142531707
- International Standard Name Identifier: 0000 0004 2801 4658
- Library of Congress Control Number: n87904775
- MusicBrainz: 708646ab-732d-4c02-b481-7e4f64e6259f
- Nationale Bibliotheek van Polen: a0000002726017
- Virtual International Authority File: 306420850
- WorldCat: E39PBJkD9prmQGJJbFrTfYJv73